# Walther Illner
Walther Illner (* 21. September 1874 in Leipzig; † 24. September 1959 in Düsseldorf) war ein deutscher Maler.

## Leben
Walther Illner wurde 1874 in Leipzig als Sohn von Richard Illner geboren, der als Illustrator mit den Holzschnitten zu Brehms Tierleben bekannt wurde. Er besuchte zunächst die Kunstgewerbeschule in Leipzig und bildete sich zum Lithografen aus. Ab 1899 war Illner in München sesshaft. Er studierte zuerst in der Zeichenschule von Moritz Weinholdt und bei Ludwig Schmidt-Reutte und dann von 1900 bis 1903 bei Ludwig Herterich an der Akademie der Bildenden Künste in München.
Von 1903 bis 1905 hielt sich Walther Illner in der Künstlerkolonie Dachau auf. Er traf dort unter anderem auf die Maler Ludwig Dill, Adolf Hölzel und Leo Putz. 1905 bis 1906 schloss Walther Illner seine Ausbildung im Atelier von Hermann Prell in Dresden ab. Er wurde Mitglied der Dresdner Kunstgenossenschaft und der Allgemeinen Deutschen Kunstgenossenschaft. Walther Illner war Mitglied der um 1910 entstandenen Künstlergruppe Grün-Weiß.
Er vermählte sich 1911 in Dresden mit Mechthild von Bosse (* 1887), einer Tochter des sächsischen Generalleutnants Ludolf von Bosse (1852–1923).
Um 1911 wurde Walther Illner Mitglied der Münchner Künstlergenossenschaft. Er nahm bis 1920 an zahlreichen Ausstellungen der Münchner Künstlergenossenschaft teil. 1913 wurde er vom Großherzog Ernst Ludwig von Hessen nach Darmstadt berufen und erhielt den Titel eines Professors an der dortigen Technischen Hochschule. Illner arbeitete in dieser Zeit im Umfeld der Darmstädter Künstlerkolonie.
Im Dezember 1923 zog er nach Rotterdam und im November 1924 ließ er sich in Amsterdam nieder. In den Niederlanden schloss er sich der Künstlergruppe Vereinigung der bildenden Künstler Laren-Blaricum an. Deshalb zog er 1932 zuerst nach Blaricum und im selben Jahr nach Laren. 1935 spaltete sich diese Gruppierung aufgrund von Kritik an zu milden Aufnahmebedingungen in mehrere Künstlergruppen auf. Illner wurde Mitglied in der Gooischen Malervereinigung. Diese Gruppierung verfügte über strenge Aufnahmebedingungen.
1937 ließ sich Walther Illner in Düsseldorf nieder. Im April 1943 wurde sein Haus in Düsseldorf von einem Bombeneinschlag zerstört. Er zog ins ländliche Wermelskirchen.

## Ausstellungen (Auswahl)
- 1908: Münchener Jahresausstellung
- 1908: Bildnis-Ausstellung deutscher Künstler der Gegenwart, Sächsischer Kunstverein Dresden
- 1909: Große Aquarell-Ausstellung Dresden, gezeigt: Der Spaziergang.[2]
- 1909: Erste Kunstausstellung im Künstlerhaus Dresden, Kunstgenossenschaft Dresden
- 1910: Ausstellung der Gruppe Grün-Weiß in Dresden, gezeigt: Christus am Kreuz. Porträt Frl. v. B. Sommer. Haus im Park. Auf der Terrasse. Studienkopf. Aktstudie. Aktstudie.
- 1911: Große Aquarell-Ausstellung Dresden
- 1911: Kunstausstellung Dresdner Kunstgenossenschaft, gezeigt: Weiblicher Kopf.[3]
- 1911: Jubiläums-Ausstellung München
- 1912: Einzelausstellung Walther Illner, Galerie Del Vecchio, Leipzig
- 1912: Moderne Kunstwerke aus Privatbesitz, Sächsischer Kunstverein Dresden
- 1912: Münchener Jahresausstellung
- 1913: Große Aquarell-Ausstellung Dresden, gezeigt: Studienkopf. Studienkopf.
- 1913: Künstler-Porträt-Ausstellung im Glaspalast in München
- 1914: Darmstadt-Künstler-Kolonie-Ausstellung in Darmstadt
- 1917: Hessische Kunstausstellung, Darmstadt
- 1918: Deutsche Kunst Darmstadt, 18. Mai bis 18. Oktober, Städtisches Ausstellungsgebäude, Mathildenhöhe
- 1918: Große Berliner Kunstausstellung
- 1919: Münchener Kunstausstellung im Glaspalast
- 1920: Münchener Kunstausstellung im Glaspalast
- 1925: Amsterdam
- 1926: Stedelijk Museum the Maastricht
- 1940: Herbstausstellung Düsseldorfer Künstler

## Werke
Walther Illner erstellte neben mehreren Malereien an Gebäuden vor allem ab dem Jahr 1911 zahlreiche Porträts bekannter Personen sowie Kinderporträts. In seiner Zeit in den Niederlanden erstellte er ebenfalls zahlreiche Blumenbilder. In den Kriegsjahren gab es weniger Porträtaufträge. Illner malte in dieser Zeit Genreporträts und Persönlichkeiten der Literatur und Musik wie Goethe, Eichendorf, Beethoven und Furtwängler. Bis Ende der 40er Jahre entstanden noch zahlreiche Landschaftsbilder.

## Werke im Einzelnen (Auswahl)

### Grafische Arbeiten
- 1899: Titelblatt zu der Zeitschrift Dolle Krabbe. Kleine Witzblatt-Bibliothek, Band IV
- 1904: Plakat für Bauernkirta des Vereins Deutscher Kunststudierender München
- 1905: Plakat für Schwabinger Bauernkirta[4]
- 1905: Plakat der Leipziger Messe

### Monumentalmalerei
- 1907: Fresken im Justizministerium in Dresden
- 1908: Fries im Festsaal des Künstlerhauses in Dresden
- 1909/1910: Deckenbilder Die Musik und Die Freude, Rathaus Dresden

### Porträts
- ab 1911: Mehrere Porträts von Großherzog Ernst Ludwig von Hessen und seiner Familie
- 1911: Gräfin Lidwine von Clary und Aldringen, geborene Eltz
- 1914: Freiherr von Lüttwitz
- um 1914: Fürst Emich zu Leiningen
- 1915: Hermann Wilhelm Vogel, Textilunternehmer in Lunzenau, Kunstmäzen, Geheimer Kommerzienrat
- 1915: Gertrud von Hindenburg
- 1915: Paul von Hindenburg
- 1916: Hermann XXVII. und Adolph I. Freiherr von Riedesel zu Eisenbach (posthum)
- um 1916: Frau Professor J. Biermann
- um 1917: Dame in weißem Kleid
- um 1917: Prinz Heinrich XXXVII. Reuß zu Köstritz, U-Boot-Führer
- um 1916: Marie Sophie Ferdinandine Henckel von Donnersmarck und Marie Alice Anna Henckel von Donnersmarck
- um 1917: Fürstin Emma und Prinzessin Elisabeth zu Solms-Lich
- um 1917: Prinzessin Johann Georg von Sachsen
- 1921: Damenporträt, achteckiger Rahmen
- um 1930: Pieter Zeeman
- 1934: Hugo Rasch und Emil Rasch, Mitbegründer der Tapetenfabrik Gebrüder Rasch
- um 1934: Gerhard Strick, Textilunternehmer
- um 1935: Heinrich Julius Strick (1891–1939), Textilunternehmer
- 1936: Max Freiherr Heereman von Zuydtwyck (1893–1972)

Es entstehen ebenfalls zahlreiche Kinderporträts.

## Auszeichnungen
- 1905: Erster Preis zur Gestaltung des Plakates der Leipziger Messe
- 1905: Erster Preis bei der Ausschreibung für ein großes Wandgemälde im Justizministerium in Dresden
- 1907: Kleine goldene Medaille der Akademie Dresden
- 1910: Zweiter Preis, Ausgestaltung der Kuppel der Pfarrkirche St. Nikolaus in Immenstadt, Deutsche Gesellschaft für christliche Kunst in München